# Ed Hickox
Edward Junge Hickox, detto Ed (Cleveland, 10 aprile 1878 – Springfield, 28 gennaio 1966), è stato un cestista, giocatore di football americano, allenatore di pallacanestro e dirigente sportivo statunitense, membro del Naismith Memorial Basketball Hall of Fame dal 1959 in qualità di contributore.

## Carriera
Dal 1930 al 1948 fece parte del "National Basketball Rules Committee", di cui fu presidente dal 1945 al 1948. Fu segretario esecutivo del Naismith Memorial Basketball Hall of Fame dal 1949 al 1963. Membro della National Association of Basketball Coaches, ne divenne presidente dal 1944 al 1946.
Fu tra coloro che per primi vennero ammessi nel Basketball Hall of Fame, nel 1959.